# Camerlingue du Sacré Collège
Ne doit pas être confondu avec le camerlingue de la Sainte Église romaine.
Pour les articles homonymes, voir camerlingue.
Le camerlingue du Sacré Collège est le trésorier du Collège des cardinaux, de 1150 à 1995.
Il est responsable des propriétés, fonds et revenus du Collège des cardinaux, célèbre la messe de requiem pour un cardinal mort et est chargé du registre des Acta Consistoralia. La fonction a été créée par le pape Eugène III en 1150, mais il n'y a pas de documents qui prouvent l'existence de la fonction avant le pontificat d’Innocent III, pape de 1198 à 1216, ou même avant l'an 1272. La fonction de camerlingue du Sacré Collège a été supprimée sous le pontificat de Jean-Paul II en 1995.

## Histoire
Le camerlingue du Sacré Collège était nommé, chaque année, dans le premier consistoire qui suivait Noël. Chaque cardinal, en commençant par les cardinaux-évêques, était camerlingue à son tour, selon le rang d'ancienneté dans l'ordre qu'il occupait et moyennant la confirmation du Sacré Collège. Il prenait possession de sa dignité, lorsque, dans le même consistoire, le pape lui remettait la bourse en soie violette, galonnée d'or, contenant les rescrits de toutes les résolutions formées dans les consistoires secrets, ainsi que les boules pour voter, dont les cardinaux faisaient usage lorsqu'ils s'assemblaient pour traiter leurs affaires.
Il était chargé d'administrer les rentes du Sacré Collège et de distribuer aux cardinaux résidant à Rome, une fois l'an, la part qui leur revenait après leur assistance aux chapelles, consistoires et congrégations. C'est lui qui célébrait la messe aux funérailles des cardinaux et, le 5 novembre, pour l'anniversaire des cardinaux défunts.
Il semble que le poste ait été créé en 1150 par Eugène III. Le cardinal Johannes Willebrands fut le dernier à assumer cette charge ; en 1995, le pape Jean-Paul II a émis un décret supprimant ce poste cardinalice qui, dès lors, n'apparaît plus dans l'Annuaire pontifical.

## Liste des camerlingues du Sacré Collège

### De 1700 à 1995
- Giacomo Cantelmo (de 1700 à 1702)
- Toussaint de Forbin-Janson (de 1702 à 1703)
- Giambattista Rubini (de 1703 à 1704)
- Tommaso Maria Ferrari (de 1704 à 1705)
- Giuseppe Sacripante (de 1705 à 1706)
- Fabrizio Paolucci (de 1706 à 1707)
- Andrea Santacroce (de 1707 à 1708)
- Sperello Sperelli (de 1708 à 1709)
- Giovanni Maria Gabrielli (de 1709 à 1710)
- Lorenzo Corsini (de 1710 à 1711), futur pape Clément XII
- Francesco Acquaviva d'Aragona (de 1711 à 1712)
- Philippe-Antoine Gualterio (de 1712 à 1713)
- Giandomenico Paracciani (de 1713 à 1714)
- Joseph-Emmanuel de La Trémoille (de 1714 à 1715)
- Carlo Agostino Fabroni (de 1715 à 1716)
- Michelangelo dei Conti (de 1716 à 1717), futur pape Innocent XIII
- Lodovico Pico della Mirandola (de 1717 à 1718)
- Antonfelice Zondadari (de 1718 à 1719)
- Pier Marcellino Corradini (de 1719 à 1720)
- Luigi Priuli (1720)
- Giovanni Battista Tolomei (de 1720 à 1723)
- Bernardino Scotti (de 1723 à 1724)
- Niccolò Spinola (de 1724 à 1726)
- Giorgio Spinola (de 1726 à 1727)
- Cornelio Bentivoglio (de 1727 à 1728)
- Luis Antonio Belluga y Moncada (de 1728 à 1729)
- Michael Friedrich von Althann (de 1729 à 1730)
- Álvaro Cienfuegos (de 1730 à 1732)
- Giovanni Battista Altieri (de 1732 à 1733)
- Vincenzo Petra (de 1733 à 1734)
- Nicolò Maria Lercari (de 1734 à 1735)
- Vincenzo Ludovico Gotti (de 1735 à 1736)
- Leandro di Porzia (de 1736 à 1737)
- Pierluigi Carafa  (1737–1738)
- Francesco Scipione Maria Borghese (de 1738 à 1739)
- Vincenzo Bichi (de 1739 à 1741)
- Giuseppe Firrao (de 1741 à 1742)
- Antonio Saverio Gentili (de 1742 à 1743)
- Giovanni Antonio Guadagni (de 1743 à 1744)
- Troiano Acquaviva d'Aragona (de 1744 à 1745)
- Domenico Riviera (de 1745 à 1746)
- Giovanni Battista Spinola (de 1746 à 1747)
- Raniero d'Elci (de 1747 à 1748)
- Domenico Silvio Passionei (de 1748 à 1749)
- Silvio Valenti-Gonzaga (de 1749 à 1750)
- Joaquín Fernández Portocarrero (de 1750 à 1751)
- Camillo Paolucci (de 1751 à 1752)
- Carlo Alberto Guidoboni Cavalchini (de 1752 à 1753)
- Federico Marcello Lante Montefeltro della Rovere (de 1753 à 1754)
- Francesco Landi Pietra (de 1754 à 1755)
- Fortunato Tamburini (de 1755 à 1756)
- Girolamo De Bardi (de 1756 à 1757)
- Giovanni Battista Mesmer (de 1757 à 1758)
- Henri Benoît Stuart (de 1758 à 1760)
- Giuseppe Maria Feroni (de 1760 à 1761)
- Luca Melchiore Tempi (de 1761 à 1762)
- Cosimo Imperiali (de 1762 à 1763)
- Antonio Andrea Galli (de 1763 à 1764)
- Carlo Rezzonico (de 1764 à 1765)
- Ferdinando Maria de Rossi (de 1765 à 1766)
- Giuseppe Maria Castelli (de 1766 à 1767)
- Gaetano Fantuzzi Gottifredi (de 1767 à 1768)
- Pietro Girolamo Guglielmi (de 1768 à 1770)
- Marcantonio Colonna (de 1770 à 1771)
- Andrea Corsini (de 1771 à 1772)
- Simone Buonaccorsi (de 1772 à 1773)
- Giovanni Carlo Boschi (de 1773 à 1774)
- Ludovico Calini (de 1774 à 1776)
- Lazzaro Opizio Pallavicino (de 1776 à 1777)
- Pietro Colonna (Pietro Pamphilj) (de 1777 à 1778)
- Mario Marefoschi Compagnoni (de 1778 à 1779)
- Scipione Borghese (de 1779 à 1780)
- Antonio Eugenio Visconti (de 1780 à 1781)
- Bernardino Giraud (de 1781 à 1782)
- Innocenzo Conti (de 1782 à 1783)
- Francesco Saverio de Zelada (de 1783 à 1784)
- Leonardo Antonelli (de 1784 à 1785)
- Giovanni Archinto (de 1785 à 1786)
- Hyacinthe-Sigismond Gerdil (de 1786 à 1787)
- Guglielmo Pallotta (de 1787 à 1788)
- Franziskus von Paula Herzan von Harras (de 1788 à 1789)
- Giovanni de Gregorio (de 1789 à 1790)
- Francesco Carrara (de 1790 à 1791)
- Ignazio Busca (de 1791 à 1792)
- Stefano Borgia (de 1792 à 1793)
- Tommaso Antici (de 1793 à 1794)
- Giovanni Battista Caprara (de 1794 à 1795)
- Antonio Dugnani (de 1795 à 1796)
- Aurelio Roverella (de 1796 à 1797)
- Giulio Maria della Somaglia (de 1797 à 1798)
- Vincenzo Maria Altieri (1798) (1)
- Giulio Maria della Somaglia (de 1799 à 1801)
- Diego Innico Caracciolo  di Martina (de 1801 à 1802)
- Giuseppe Firrao (de 1802 à 1803)
- Ferdinando Maria Saluzzo (de 1803 à 1804)
- Bartolomeo Pacca (de 1804 à 1805)
- Giovanni Filippo Gallarati Scotti (de 1805 à 1806)
- Lorenzo Litta (de 1806 à 1807)
- Filippo Casoni (de 1807 à 1808)
- Girolamo Della Porta (de 1808 à 1809)
- Valentino Mastrozzi (de 1809 à 1810)
- Antonio Despuig y Dameto (de 1810 à 1813)
- Pierfrancesco Galleffi (de 1814 à 1818)
- Antonio Maria Doria Pamphilj (de 1818 à 1819)
- Fabrizio Dionigi Ruffo (de 1819 à 1820)
- Ercole Consalvi (de 1820 à 1821)
- Giuseppe Albani (de 1821 à 1822)
- Francesco Guidobono Cavalchini (de 1822 à 1823)
- Giovanni Caccia-Piatti (de 1823 à 1825)
- Pietro Vidoni (de 1825 à 1826)
- Cesare Guerrieri Gonzaga (de 1826 à 1827)
- Antonio Frosini (de 1827 à 1828)
- Tommaso Riario Sforza (de 1828 à 1830)
- Belisario Cristaldi (de 1830 à 1831)
- Juan Francisco Marco y Catalán (de 1831 à 1832)
- Domenico de Simone (de 1832 à 1833)
- Ludovico Gazzoli (de 1833 à 1834)
- Mario Mattei (de 1834 à 1835)
- Nicola Grimaldi (de 1835 à 1836)
- Alessandro Spada (de 1836 à 1837)
- Bartolomeo Pacca (de 1837 à 1838)
- Emmanuele de Gregorio (de 1838 à 1839)
- Giovanni Francesco Falzacappa (de 1839 à 1840)
- Carlo Maria Pedicini (de 1840 à 1841)
- Antonio Domenico Gamberini (de 1841 à 1842)
- Giacomo Giustiniani (de 1842 à 1843)
- Vincenzo Macchi (de 1843 à 1844)
- Luigi Lambruschini (de 1844 à 1845)
- Pietro Ostini (de 1845 à 1846)
- Castruccio Castracane degli Antelminelli (de 1846 à 1847)
- Mario Mattei (de 1848 à 1850)
- Giacomo Luigi Brignole (de 1851 à 1852)
- Costantino Patrizi Naro (de 1852 à 1853)
- Luigi Amat di San Filippo e Sorso (de 1853 à 1854)
- Gabriele Ferretti (de 1854 à 1855)
- Antonio Maria Cagiano de Azevedo (de 1855 à 1856)
- Benedetto Barberini (de 1856 à 1857)
- Ugo Pietro Spinola (de 1857 à 1858)
- Gabriel della Genga Sermattei (de 1858 à 1859)
- Chiarissimo Falconieri Mellini (1859)
- Antonio Tosti (de 1859 à 1860)
- Gaspare Bernardo Pianetti (de 1861 à 1862)
- Fabio Maria Asquini (de 1862 à 1863)
- Niccola Clarelli Paracciani (de 1863 à 1864)
- Domenico Carafa della Spina di Traetto (de 1864 à 1865)
- Sisto Riario Sforza (de 1865 à 1866)
- Camillo Di Pietro (de 1866 à 1867)
- Karl August von Reisach (de 1867 à 1868)
- Alessandro Barnabò (de 1868 à 1869)
- Giuseppe Milesi Pironi (de 1869 à 1870)
- Pietro de Silvestri (de 1870 à 1871)
- Angelo Quaglia (de 1871 à 1872)
- Antonio Maria Panebianco (de 1872 à 1873)
- Antonio Saverio De Luca (de 1873 à 1874)
- Giuseppe Andrea Bizzarri (de 1874 à 1875)
- Jean-Baptiste-François Pitra (de 1875 à 1876)
- Lucien-Louis Bonaparte (de 1876 à 1877)
- Innocenzo Ferrieri (de 1877 à 1879)
- Edoardo Borromeo (de 1879 à 1880)
- Raffaele Monaco La Valletta (de 1880 à 1881)
- Flavio Chigi (de 1881 à 1882)
- Luigi Oreglia di Santo Stefano (de 1882 à 1883)
- Tommaso Maria Martinelli (de 1883 à 1884)
- Mieczysław Ledóchowski (de 1884 à 1885)
- Giovanni Simeoni (de 1885 à 1886)
- Domenico Bartolini (de 1886 à 1887)
- Luigi Serafini (de 1887 à 1888)
- Lucido Maria Parocchi (de 1888 à 1889)
- Carlo Laurenzi (1889)
- Paul Melchers (de 1889 à 1891)
- Serafino Vannutelli (de 1891 à 1892)
- Gaetano Aloisi Masella (de 1892 à 1893)
- Mariano Rampolla del Tindaro (de 1893 à 1894)
- Fulco Luigi Ruffo-Scilla (de 1894 à 1895)
- Angelo Di Pietro (de 1895 à 1896)
- Girolamo Maria Gotti (de 1896 à 1897)
- Domenico Maria Jacobini (de 1897 à 1898)
- Antonio Agliardi (de 1898 à 1899)
- Domenico Ferrata (de 1899 à 1900)
- Serafino Cretoni (de 1900 à 1901)
- Giovanni Battista Casali del Drago (de 1901 à 1902)
- Francesco di Paola Cassetta (de 1902 à 1903)
- Alessandro Sanminiatelli Zabarella (de 1903 à 1905)
- François-Désiré Mathieu (de 1905 à 1906)
- Pietro Respighi (de 1906 à 1907)
- Sebastiano Martinelli (de 1907 à 1909)
- Casimiro Gennari (de 1909 à 1911)
- Rafael Merry del Val (de 1911 à 1912)
- Aristide Rinaldini (de 1912 à 1914)
- Pietro Gasparri (de 1914 à 1915)
- Antonio Vico (de 1915 à 1916)
- Gennaro Granito Pignatelli di Belmonte (de 1916 à 1919)
- Basilio Pompilj (de 1919 à 1920)
- Giulio Boschi (1920)
- Rafael Merry del Val (de 1920 à 1922)
- aucune information pour la période 1922-1926
- Donato Sbarretti (1926-?)
- aucune information pour la période 1926-1928
- Tommaso Pio Boggiani
- Francesco Ragonesi (de 1928 à 1929)
- Achille Locatelli (de 1929 à 1930)
- Luigi Sincero (de 1930 à 1931)
- Bonaventura Cerretti (1933)
- Achille Locatelli (de 1933 à 1935)
- Luigi Capotosti (de 1935 à 1936)
- Lorenzo Lauri (de 1936 à 1937)
- Eugenio Pacelli (de 1937 à 1939), ensuite pape Pie XII
- aucune information pour la période 1939-1941
- Pietro Fumasoni-Biondi (de 1941 à 1946)
- Federico Tedeschini (de 1947 à 1948)
- aucune information pour la période 1948-1949
- Massimo Massimi (de 1949 à 1950)
- Nicola Canali (de 1950 à 1951)
- Giovanni Mercati (de 1951 à 1952)
- Giuseppe Bruno (de 1952 à 1954)
- Alfredo Ottaviani (de 1954 à 1958)
- Eugène Tisserant (de 1958 à 1960)
- Clemente Micara (de 1960 à 1961)
- Giuseppe Pizzardo (de 1961 à 1962)
- Benedetto Aloisi Masella (de 1962 à 1968)
- Giuseppe Ferretto (de 1968 à 1973)
- Ildebrando Antoniutti (1974)
- Franjo Šeper (de 1974 à 1977)
- Agnelo Rossi (de 1977 à 1978)
- Gabriel-Marie Garrone (de 1978 à 1979)
- Egidio Vagnozzi (de 1979 à 1980)
- Sedisvakanz (de 1980 à 1982)
- Maximilien de Furstenberg (de 1982 à 1984)
- Silvio Oddi (de 1984 à 1987)
- Giuseppe Paupini (de 1987 à 1988)
- Johannes Willebrands (de 1988 à 1995)